# Jean-Yves Casanova
Pour les articles homonymes, voir  Casanova.
Jean-Yves Casanova, né à Marseille en 1957, est un écrivain et universitaire français, professeur à l'université de Pau et des pays de l'Adour et spécialiste de la littérature occitane des XVIe et XVIIe siècles ainsi que des XIXe et XXe siècles.

## Biographie

### Enfance et adolescence
Jean-Yves Casanova est né dans une famille marseillaise qui pratique au quotidien les langues française et corse. Durant ses études il s'intéresse également à l’italien et à l’occitan provençal.
Élève de lycée peu après les évènements de Mai 68, il s'intéresse à quelques mouvements libertaires mais s’oppose au stalinisme et aux divers mouvements anarchistes qu’il juge doctrinaux. Dans le même temps il manifeste plusieurs fois contre la guerre du Viêt Nam et commence à rédiger ses premiers poèmes et proses en français.

### Premiers pas dans les milieux littéraires et scientifiques
Après l’obtention de son baccalauréat en 1975, il abandonne rapidement un cursus en psychologie. Il pratique alors divers métiers à Marseille, Orléans et Paris qui lui laissent le temps pour de grandes plages de lecture (notamment des classiques latins, grecs, français, italiens et américains) et d’écriture en français et en occitan cette fois.
En 1977, il devient Élève-Maître à l’École normale d’instituteur à Aix-en-Provence et s’engage également dans l’occitanisme provençal où il rencontre Jòrgi Reboul, Guy Martin et Jòrgi Gibelin.[réf. nécessaire]
À partir de 1978, il devient instituteur à Aix-en-Provence puis dans les quartiers nord de Marseille jusqu’en 1990. Durant cette période il commence à fréquenter les milieux littéraires marseillais et provençaux francophones et notamment Yves Broussard, Christian Gabrielle Guez Ricord, Dominique Sorrente, Michel Orcel et Christian Tarting. C’est également durant cette période qu’il commence à étudier plus en détail la littérature occitane et se lie avec Gérard Gouiran, Robert Lafont et Max Rouquette.[réf. nécessaire]
Il publie ainsi ses premiers poèmes et publications scientifiques en français (revues Orion, Europe, If, Suds profonds, Action poétique) et en occitan (Jorn, Òc, Amiras).
Il fonde également les «Obradors occitans », créés pour proposer une alternative à l’Institut d’Estudis Occitans.

### Premières publications et retour dans le monde universitaire
En 1982 il publie son premier recueil, L’espèra veneciana et obtient son détachement pour l’animation de l’enseignement de l’occitan dans l’Académie des Bouches-du-Rhône jusqu’en 1989. Il commence alors à étudier le catalan et s’inscrit en licence de lettres modernes à l’université Paul-Valéry-Montpellier. À partir de 1983, il publie de nombreuses critiques sur les littératures française et occitane dans la revue Impressions du sud.[réf. nécessaire]
En 1984, il devient Secrétaire général du PEN Club de langue d’oc et en 1986 il participe au Congrès du PEN Club à Hambourg en compagnie de Robert Lafont. En juin de la même année il obtient sa licence de lettres modernes et débute des recherches sur la littérature des XVIe et XVIIe siècles en Provence. Il fondera enfin avec René Merle la revue « Cahiers Critiques du Patrimoine » qui paraîtra jusqu’en 1989.[réf. nécessaire]
Cette intense période d’activité littéraire et de réflexion critique le mène jusqu’à la publication de son second livre Jonàs en 1987. La même année il participe au Congrès du PEN Club à Lugano avec Robert Lafont, Max Rouquette et Philippe Gardy et obtient le mois suivant sa maîtrise de lettres modernes à l’Université Paul Valéry de Montpellier et l’année suivante son DEA d’études romanes. En septembre 1988, il s’inscrit en thèse sous la direction de Philippe Gardy et s’impose comme une référence de la littérature occitane des XVIe et XVIIe siècles, puis des XIXe et XXe siècles. En 1989 il dirige le numéro spécial d’Impressions du sud intitulé « Vingt ans d’écriture occitane ». Enfin en 1990 il soutient sa thèse de doctorat à l’université Paul Valéry de Montpellier intitulée Historiographie et Littérature au XVIe siècle en Provence : l’œuvre de Jean de Nostredame.

### L'universitaire et le poète
En 1991, Jean-Yves Casanova est nommé Maître de conférences de littérature française à l’IUFM de la Corse ce qui lui permet de s'intéresser davantage à la littérature corse. Il publie d’ailleurs durant cette période plusieurs articles sur le sujet. C’est en 1994 qu’il soutient son habilitation à diriger des recherches (HDR) à l’université Paul Valéry de Montpellier toujours sous la direction de Philippe Gardy.[réf. nécessaire]
Puis en 1995 est publié son troisième recueil Elegias vengudas de negre e de mar « Élégies venues du noir et de la mer » aux éditions Jorn qui obtient le prix Antigone ville de Montpellier. Durant cette même année, il fait la rencontre de Charles Galtier et Bernard Manciet et prend des distances de plus en plus marquées avec l’occitanisme tel qu’il est alors pratiqué.
En 1996 il est nommé Maître de conférences d’occitan à l’université de Pau et des pays de l’Adour et publie la même année un nouveau recueil, double, contenant L’Òrle dei matins et L’Ambre aux éditions Trabucaire dans la collection « Pròsa occitana » dirigée par Philippe Gardy.[réf. nécessaire]
Après un voyage en Tunisie effectué durant les mois de novembre et décembre 1997, Jean-Yves Casanova obtient au second semestre 1998 un congé pour recherches de l’université et effectue un voyage en Birmanie, en Thaïlande en Malaisie ainsi qu’un court séjour en Inde.[réf. nécessaire]
En 1999 il publie Cap de Creus aux éditions Jorn et l’année suivante Contradiccions d'amor (Contradictions d’amour) initialement écrit par Robert Ruffi, un des écrivains provençaux étudié durant ses recherches et ayant vécu en Provence au cours du XVIe siècle.[réf. nécessaire]
En 2001, il commence à donner à ses recherches une orientation nouvelle vers la psychanalyse du texte littéraire à la suite des lectures d’André Green, de Jean-Bertrand Pontalis et de Didier Anzieu notamment.
En 2002 il est nommé professeur des universités. L’année suivante il commence à étudier l’œuvre de Frédéric Mistral et publie en mai 2004 Frédéric Mistral. L’Enfant, la Mort et les Rêves aux éditions Trabucaire.

### Poésie, essais, romans
- L'espera veneciana, 1982, 45 p.
- Jonàs : leis angels dei ribas celèstas, La Gardonne, Fédérop, 1987, 117 p.
- Elegias vengudas de negre e de mar, Montpeyroux, Jorn, 1995, 87 p.
- L'orle dei matins, Perpignan, Llibres del Trabucaire, 1996, 102 p.
- Cap de Creus, Montpeyroux, Jorn, 1999, 111 p.
- Lo remembre dins lo jardin, Perpignan, Trabucaire, 2001, 79 p.
- Lux veneris, Perpignan, Trabucaire, 2003, 86 p.
- Trèns per d'aubres mòrts, Morlanne, C&S, 2007, 111 p.
- A l'esperduda dau silenci, Morlanne, C&S, 2007, 51 p.
- Lo libre escafat, Perpignan, Trabucaire, 2008, 73 p.
- ...enfra lei trèus...(limbs), Montpeyroux, Jorn, 2009, 111 p.
- L'enfugida, Perpignan, Trabucaire, 2014, 135 p.
- Affectus mortis, Pau, La Pantiera, 2016, 64 p.
- Cantata per Maria-Magdalena - Cantate pour Marie Madeleine, Pau, La Pantiera, 2017, 157 p.
- L'Eternitat estraviada - L'Eternité égarée, Salinelles, L'Aucèu libre, 2017, 144 p.
- Lo Gost - Le Goût, Pau, La Pantiera, 2018, 41 p.
- Requièm per una vila mòrta - Requiem pour une ville morte, Pau, La Pantiera, 2018, 95 p.
- Requièm per tres poètas enfugits - Requiem pour trois poètes enfuis, Pau, La Pantiera, 2018, 120 p.
- Desesperanças salutàrias - Désespérances salutaires, Salinelles, L'Aucèu libre, 2020, 211 p.
- L'Enfuie (version française de L'Enfugida), Pau, Aqua Aura, 2021, 160 p.

### Publications scientifiques
- Édition critique d'un texte occitan XVIe, XVIIe siècles, réalisée d'après le manuscrit original no 382 de la bibliothèque Inguimbertine de Carpentras, "L'autounado" de Pierre Paul, 1987, 887 f. (Mémoire de maîtrise de Lettres modernes présenté par Jean-Yves Casanova sous la direction de Philippe Gardy
- Historiographie et littérature au XVIe siècle en Provence : L'Œuvre de Jean de Nostredame, 1990, 1423 f. (Thèse de doctorat : Langues et littératures romanes)
- Contradiccions d'amor, Biarritz : Atlantica ; Pau : Institut occitan, 2000, 65 p.
- Femmes en poésie : Représentations et Réécritures de la tradition : Occitanie, Catalogne, Portugal, Amérique latine, Pau : Publications de l'Université de Pau, impr. 2002, 164 p.
- Frédéric Mistral, l'enfant, la mort et les rêves, Perpignan, Trabucaire, 2004, 420 p.
- La Porte des anges : Guillaume Apollinaire, Vallongues, impr. 2012, 99 p.
- Historiographie et littérature au XVIe siècle en Provence : L'Œuvre de Jean de Nostredame, Turnhout, Brépols, 2012, 504 p.
- Frédéric Mistral, l'ombre et l'écho : Aspects de l'œuvre littéraire mistralienne, Paris, Classiques Garnier, 2016, 396 p.
- La Perte. Stendhal, Proust, Céline, Pau, La Pantiera, 2018, 469 p.
- Robert Marteau. Mesure du ciel et de la terre, Paris, Léo Sheer, 2019, 299 p.
- Le Roman en langue d’oc : émergence et expansion (1840-1930), Aqua aura, 2024